# Liste der Kulturdenkmale in Liegau-Augustusbad

Wappen

In der Liste der Kulturdenkmale in Liegau-Augustusbad sind die Kulturdenkmale des Ortsteils Liegau-Augustusbad der sächsischen Stadt Radeberg verzeichnet, die bis September 2024 vom Landesamt für Denkmalpflege Sachsen erfasst wurden (ohne archäologische Kulturdenkmale). Die Anmerkungen sind zu beachten.

## Liste der Kulturdenkmale in Liegau-Augustusbad
| Bild                                    | Bezeichnung | Lage                                                     | Datierung                                                                           | Beschreibung | ID       |
| --------------------------------------- | --- | -------------------------------------------------------- | ----------------------------------------------------------------------------------- | --- | -------- |
|                                         | Wohnhaus | Bergstraße 1 (Karte)                                     | 1930er Jahre                                                                        | Im traditionalistischen Stil in der Art des Stuttgarter Architekten Paul Schmitthenner, baugeschichtlich von Bedeutung, Satteldach, Fensterläden, originale Fenstergitter, Haustür | 09275329 |
| Weitere Bilder                          | Grundmühle; Mühlengebäude mit hinterem Anbau, östliches und nordwestliches Nebengebäude sowie Scheune eines Mühlenanwesens                | Grundmühlenweg 1 (im Seifersdorfer Tal) (Karte)          | Hauptbau bezeichnet mit 1826                                                        | Mühlengebäude (ehemaliges Gasthaus), bezeichnet im Schlussstein mit 1826, östliches Nebengebäude Obergeschoss Fachwerk (ehemals Bäckerei), bezeichnet im Korbbogen mit 1802, nordwestliches Nebengebäude Obergeschoss Fachwerk, verm. alte Knochenmühle, Holzscheune, baugeschichtlich, ortsgeschichtlich und technikgeschichtlich von Bedeutung. Ursprünglich stand bei der Mühle das sogenannte „Wendentor“ (von der 1896er Ausstellung in Dresden mit wendischem Dorf), wurde umgesetzt nach Nebelschütz, hinter Hauptstraße 23. | 09275320 |
|                                         | Bruchsteinbrücke über die Röder | Grundmühlenweg 1 (bei) (im Seifersdorfer Tal) (Karte)    | Nach 1800                                                                           | Baugeschichtlich und technikgeschichtlich von Bedeutung, als Zuwegung zur „Grundmühle“ auch ortsgeschichtlich von Interesse | 09275321 |
|                                         | Wohnhaus | Kurhausstraße 3 (Karte)                                  | 1890er Jahre                                                                        | Gründerzeitlicher Bau mit Zierklinkern und Fachwerk, baugeschichtlich von Bedeutung, Objekt ursprünglich erfasst unter Kurhausstraße 2 | 09275315 |
|                                         | Wohnhaus | Kurhausstraße 4 (Karte)                                  | Um 1890                                                                             | Spätklassizistische Gestaltung u. a. mit Sandsteinfigur als Fensterpfeiler, baugeschichtlich von Bedeutung | 09275313 |
|                                         | Rote Burg; Wohnhaus | Kurhausstraße 5 (Karte)                                  | 1889                                                                                | Klinkerbau mit seitlichem Turm, charakteristisches Beispiel der Bäderarchitektur mit historisierender Fassadengestaltung, baugeschichtlich von Bedeutung | 09275314 |
|                                         | Wohnhaus (ohne rechten Anbau), Nebengebäude und Bruchstein-Stützmauer                                                                     | Langebrücker Straße 85 (Karte)                           | Um 1880                                                                             | In Anlehnung an den Schweizer Stil, baugeschichtlich von Bedeutung, Holzbalkons, Zierfachwerk, Dachüberstand | 09275326 |
|                                         | Gasthaus „Forellenschänke“ | Langebrücker Straße 88 (Karte)                           | 1876                                                                                | Errichtet im Schweizer Stil, Fensterrahmung in Zierklinkern, baugeschichtlich von Bedeutung, Mittelgiebel hochgezogen | 09275327 |
|                                         | Wohnhaus und Garage | Langebrücker Straße 156 (Karte)                          | 1920er Jahre                                                                        | Holzhaus, in zeittypischer Fertigteilbauweise mit Fensterläden, baugeschichtlich von Bedeutung, Haus mit quadratischem Grundriss, Fensterläden | 09275328 |
|                                         | Wohnhaus | Rödertalstraße 17 (ehemals Hauptstraße 17) (Karte)       | Um 1880                                                                             | Putzbau mit Gurtgesims und Zierklinkern, baugeschichtlich von Bedeutung, Klinker-Blendbögen über Fenstern des ersten Obergeschosses, Gurtgesims über Erdgeschoss | 09275297 |
|                                         | Wohnstallhaus und Scheune eines Dreiseithofes                                                                                             | Rödertalstraße 23 (ehemals Hauptstraße 23) (Karte)       | Anfang 19. Jahrhundert                                                              | Wohnstallhaus Obergeschoss Fachwerk, Scheune Fachwerk, teils verbrettert, baugeschichtlich und wirtschaftsgeschichtlich von Bedeutung. Auszugshaus Obergeschoss Fachwerk, Streichung als Denkmal im März 2017, da hinterer Teil in jüngerer Zeit komplett erneuert und vorderer Teil innen nahezu komplett entkernt sowie in den 1950er Jahren verändert, daher insgesamt nicht mehr von ausreichend historischer Aussagekraft. | 09275298 |
|                                         | Wohnhaus eines bäuerlichen Anwesens | Rödertalstraße 29 (ehemals Hauptstraße 29) (Karte)       | 1796                                                                                | Obergeschoss Fachwerk verbrettert, bezeichnet im Schlussstein des Korbbogens, baugeschichtlich und wirtschaftsgeschichtlich von Bedeutung. Scheune aus Bruchstein mit Sandsteineckquadern: Streichung 2011, nach Umbau zu Wohnhaus kein ausreichender Denkmalwert vorhanden. | 09275300 |
|                                         | Wohnhaus | Rödertalstraße 34 (ehemals Hauptstraße 34) (Karte)       | Um 1850                                                                             | Putzbau mit übergiebeltem flachen Mittelrisalit und Drillingsfenster im Giebel, baugeschichtlich von Bedeutung | 09275299 |
|                                         | Wohnhaus | Rödertalstraße 41 (ehemals Hauptstraße 41) (Karte)       | Nach 1900                                                                           | Heute Gemeindeamt, im Schweizer Stil errichtet, baugeschichtlich von Bedeutung | 09275301 |
|                                         | Wohnstallhaus | Rödertalstraße 43 (ehemals Hauptstraße 43) (Karte)       | Anfang 19. Jahrhundert                                                              | Obergeschoss Fachwerk, baugeschichtlich von Bedeutung | 09275302 |
|                                         | Buswartehäuschen | neben Rödertalstraße 46 (ehemals Hauptstraße 46) (Karte) | 1914                                                                                | Massiv, verkehrsgeschichtlich von Bedeutung, wegen des Bäderbetriebs auch ortsgeschichtlich von Bedeutung | 09275303 |
|                                         | Wohnstallhaus eines Bauernhofes | Rödertalstraße 47 (ehemals Hauptstraße 47) (Karte)       | Anfang 19. Jahrhundert                                                              | Obergeschoss Fachwerk verputzt, baugeschichtlich von Bedeutung, Scheune gestrichen nach Überprüfung und Absprache mit Landratsamt (2003) | 09275304 |
|                                         | Schulgebäude mit vorgelagertem Denkmal für die Gefallenen des Ersten Weltkrieges                                                          | Rödertalstraße 63 (ehemals Hauptstraße 63) (Karte)       | 1897 (Schule); nach 1918 (Kriegerdenkmal)                                           | Schule gründerzeitlicher Putzbau mit übergiebeltem Mittelrisalit, baugeschichtlich und ortsgeschichtlich von Bedeutung. Schule: Mittelrisalit bekrönt durch Dreiecksgiebel mit profilierter Rahmung und drei steinernen Aufsätzen sowie Uhr im Giebelfeld, Walmdach mit sehr flacher Neigung. Denkmal als kleine Anlage mit Granitpfeilern als Rahmung, zwei Granitbänke, gerahmtes Blumenbeet und eigentliches Denkmal, bestehend aus mittlerer Platte mit Relief eines knienden, auf ein Schwert gestützten Jünglings, rechts und links flankiert von Platten mit Namens-Inschriften der Gefallenen, auf Sockelplatte mit Text: „Zum Ehrengedächtnis der im Weltkrieg 1914–18 Gefallenen. Die dankbare Gemeinde Liegau.“ Dieser Aufbau wiederum auf zwei breitgelagerten Sockelplatten. | 09275305 |
| Weitere Bilder                          | Denkmal für die Gefallenen des Ersten Weltkrieges                                                                                         | vor Rödertalstraße 63 (ehemals Hauptstraße 63) (Karte)   | Nach 1918                                                                           | Steinkubus mit Kriegerrelief, mit Einfriedung und zwei Sitzbänken, ortsgeschichtlich von Bedeutung | 09275306 |
|                                         | Wohnstallhaus | Rödertalstraße 65 (ehemals Hauptstraße 65) (Karte)       | Anfang 19. Jahrhundert                                                              | Obergeschoss Fachwerk, baugeschichtlich von Bedeutung | 09275307 |
|                                         | Wohnhaus | Rödertalstraße 67 (ehemals Hauptstraße 67) (Karte)       | Spätes 18. Jahrhundert                                                              | Obergeschoss Fachwerk, baugeschichtlich von Bedeutung | 09275308 |
|                                         | Stützmauer mit eingelassenem Sitznischenportal                                                                                            | Rödertalstraße 69 (ehemals Hauptstraße 69) (Karte)       | Um 1650                                                                             | Portal zum Keller des ehemaligen Rittergutes, wertvolles Renaissance-Sitznischenportal, baugeschichtlich und handwerklich-künstlerisch von Bedeutung | 09275309 |
|                                         | Rittergut Liegau (ehemals); Gasthof „Silberdiele“ mit angrenzender Stützmauer                                                             | Rödertalstraße 71 (ehemals Hauptstraße 71) (Karte)       | Ende 19. Jahrhundert, Kern älter                                                    | Ehemals Gutshof, später zum Gasthof Silberdiele umgebaut, baugeschichtlich und ortsgeschichtlich von Bedeutung | 09275311 |
| Weitere Bilder                          | Zwei Grabstellen der ehemaligen Rittergutsbesitzer auf dem Gutsfriedhof                                                                   | Ulmenweg (Karte)                                         | 1908 (Grabstelle Walther Gustav Kürsten); 1921 (Grabstelle Baron Ernst von Bistram) | Zwei Grabstellen der ehemaligen Rittergutsbesitzer Walther Gustav Kürsten (* 4. Januar 1861; † 17. Mai 1908) und Ernst von Bistram (* 6. Oktober 1867; † 18. Januar 1921), ortsgeschichtliche Bedeutung | 09305879 |
|                                         | Zwei Gemarkungssteine | Wachauer Straße (Karte)                                  | 1880/1890                                                                           | Hochrechteckige Sandsteine mit segmentbogigem oberen Abschluss, authentisch erhaltene Zeugnisse der ehemaligen Gebietsabtrennung von 1880/90 nach Wachau und der 1964 erfolgten Rückübertragung nach Liegau, historische Aussagefähigkeit und Erinnerungswert, von geschichtlicher Bedeutung | 09307365 |
|                                         | Wohnhaus | Wachauer Straße 2 (Karte)                                | 1. Hälfte 19. Jahrhundert                                                           | Obergeschoss Fachwerk verputzt, baugeschichtlich von Bedeutung | 09275318 |
| Direkt Bild zu diesem Denkmal hochladen | Zwei Gemarkungssteine | Wachauer Straße 6, 12 (gegenüber) (Karte)                | 1880/1890                                                                           | Hochrechteckige Sandsteine mit segmentbogigem oberen Abschluss, authentisch erhaltene Zeugnisse der ehemaligen Gebietsabtrennung von 1880/90 nach Wachau und der 1964 erfolgten Rückübertragung nach Liegau, historische Aussagefähigkeit und Erinnerungswert, geschichtliche Bedeutung | 09307365 |
|                                         | Villa Rosenau | Wachauer Straße 10 (Karte)                               | 1880er Jahre                                                                        | Gründerzeitlicher Putzbau mit Seitenrisaliten, baugeschichtlich von Bedeutung, Putzgliederungen | 09275319 |
| Weitere Bilder                          | Heil- und Pflegeanstalt Augustusbad (heute Epilepsiezentrum); Talhaus; Villenartiges Wohnhaus                                             | Wachauer Straße 30 (Karte)                               | Um 1910                                                                             | Villenartiger Putzbau im späthistoristischen Stil mit Fachwerk im Giebel, baugeschichtlich und ortsgeschichtlich von Bedeutung | 09275325 |
| Weitere Bilder                          | Heil- und Pflegeanstalt Augustusbad (heute Epilepsiezentrum); Scheune                                                                     | Wachauer Straße 30 (nördlich des Talhauses) (Karte)      | Um 1900                                                                             | Fachwerk mit Klinkerausfachung, Drempel, baugeschichtlich und ortsgeschichtlich von Bedeutung | 09275324 |
| Weitere Bilder                          | Heil- und Pflegeanstalt Augustusbad (heute Epilepsiezentrum); Schadeberghaus; Brunnenhaus; Villenartiges Wohnhaus mit Saalanbau im Winkel | Wachauer Straße 30 (Karte)                               | Bezeichnet mit 1910                                                                 | Im späthistoristischen Stil mit Zierfachwerk im Giebel, Saalanbau sogenanntes Brunnenhaus, baugeschichtlich und ortsgeschichtlich von Bedeutung, Sandsteinsockel, zyklopisch versetzt, weiter Dachüberstand, Uhr, Balkon, im Saalanbau originale Fenster mit farbigem Glas im Oberlicht | 09275323 |
| Weitere Bilder                          | Heil- und Pflegeanstalt Augustusbad (heute Epilepsiezentrum); Gartenhaus                                                                  | Wachauer Straße 30 (Karte)                               | 1890er Jahre                                                                        | Gebäude in Klinker und Sandstein, baugeschichtlich und ortsgeschichtlich von Bedeutung | 09275322 |
| Weitere Bilder                          | Heil- und Pflegeanstalt Augustusbad (heute Epilepsiezentrum); Residenz; Wohnhaus und Stützmauer                                           | Wachauer Straße 30 (Karte)                               | Ende 19. Jahrhundert (Wohnhaus); bezeichnet mit 1890 (Stützmauer)                   | Bruchsteinsockel, Erdgeschoss Klinkergliederung, Zierfachwerk, Stützmauer an der Kurhausstraße, bezeichnet mit 1890, baugeschichtlich und ortsgeschichtlich von Bedeutung | 09275317 |
| Weitere Bilder                          | Heil- und Pflegeanstalt Augustusbad (heute Epilepsiezentrum); Villa (ohne westlichen Anbau) und Stützmauer                                | Wachauer Straße 30 (Karte)                               | Ende 19. Jahrhundert (Villa); bezeichnet mit 1890 (Stützmauer)                      | Ohne westlichen Anbau, im Schweizer Stil mit Turm und Zierfachwerk, Stützmauer an der Kurhausstraße, Bruchsteinsockel, darüber Klinkermauer, bezeichnet mit 1890, baugeschichtlich und ortsgeschichtlich von Bedeutung | 09275316 |

## Streichungen von der Denkmalliste
| Bild           | Bezeichnung                        | Lage                                                       | Datierung | Beschreibung                              | ID |
| -------------- | ---------------------------------- | ---------------------------------------------------------- | --------- | ----------------------------------------- | -- |
|                | Wirtschaftsgebäude des Rittergutes | Rödertalstraße 64, 66 (ehemals Hauptstraße 64, 66) (Karte) | Um 1800   | Obergeschoss Fachwerk, nach vorn verputzt |    |
| Weitere Bilder | Wohnhaus im Schweizerhausstil      | Langebrücker Straße 11 (Karte)                             | Um 1880   |                                           |    |

## Tabellenlegende
- Bild: Bild des Kulturdenkmals, ggf. zusätzlich mit einem Link zu weiteren Fotos des Kulturdenkmals im Medienarchiv Wikimedia Commons. Wenn man auf das Kamerasymbol klickt, können Fotos zu Kulturdenkmalen aus dieser Liste hochgeladen werden:
- Bezeichnung: Denkmalgeschützte Objekte und ggf. Bauwerksname des Kulturdenkmals
- Lage: Straßenname und Hausnummer oder Flurstücknummer des Kulturdenkmals. Die Grundsortierung der Liste erfolgt nach dieser Adresse. Der Link (Karte) führt zu verschiedenen Kartendiensten mit der Position des Kulturdenkmals. Fehlt dieser Link, wurden die Koordinaten noch nicht eingetragen. Sind diese bekannt, können sie über ein Tool mit einer Kartenansicht einfach nachgetragen werden. In dieser Kartenansicht sind Kulturdenkmale ohne Koordinaten mit einem roten bzw. orangen Marker dargestellt und können durch Verschieben auf die richtige Position in der Karte mit Koordinaten versehen werden. Kulturdenkmale ohne Bild sind an einem blauen bzw. roten Marker erkennbar.
- Datierung: Baubeginn, Fertigstellung, Datum der Erstnennung oder grobe zeitliche Einordnung entsprechend des Eintrags in der sächsischen Denkmaldatenbank
- Beschreibung: Kurzcharakteristik des Kulturdenkmals entsprechend des Eintrags in der sächsischen Denkmaldatenbank, ggf. ergänzt durch die dort nur selten veröffentlichten Erfassungstexte oder zusätzliche Informationen
- ID: Vom Landesamt für Denkmalpflege Sachsen vergebene, das Kulturdenkmal eindeutig identifizierende Objekt-Nummer. Der Link führt zum PDF-Denkmaldokument des Landesamtes für Denkmalpflege Sachsen. Bei ehemaligen Kulturdenkmalen können die Objektnummern unbekannt sein und deshalb fehlen bzw. die Links von aus der Datenbank entfernten Objektnummern ins Leere führen. Ein ggf. vorhandenes Icon  führt zu den Angaben des Kulturdenkmals bei Wikidata.